# Doçupé
Doçupé é um vodum toquém cultuado pelo tambor de mina. Filho de Doçu, e membro da família real de Davice, encontra-se assentado na Casa das Minas.